# 不死梦魇
《荒野大镖客：不死梦魇》是2010年西部開放世界动作冒险游戏《荒野大镖客：救赎》的独立资料片，为游戏本体加入了非正典的喪屍题材单人游戏模式、两个多人电子游戏模式，以及针对地图及角色的装饰内容。《不死梦魇》的剧情时间线独立于游戏本体，以昔日亡命徒约翰·马斯顿为主角，讲述其妻子与儿子感染丧尸瘟疫后，他前去寻找瘟疫起因及治疗方法的过程。在此过程中，马斯顿攻佔了由丧尸占据的城镇，并协助非玩家角色完成主线任务。
负责发行《荒野大镖客：救赎》的Rockstar Games一直想打造一款丧尸游戏，结果发现《荒野大镖客》的宇宙，以及其美国乡村风格与恐怖类型电影的传统非常契合。Rockstar希望加入独立于游戏本体剧情的额外内容，同时保留主的角色及氛围。最终Rockstar将这部分内容定为追加下载内容，取名《不死梦魇》，于2010年10月26日面向PlayStation 3和Xbox 360平台发行，而捆绑了其他追加下载内容的零售光碟版则延至11月底上市。2023年8月17日，《不死梦魇》随游戏本体登陆任天堂Switch和PlayStation 4平台。2024年10月29日，《不死梦魇》登陸Windows。
发行当天，《不死梦魇》获得普遍好评，销量到2011年达到200万份。业界认为这款资料片为追加下载内容树立了典范，并将其选为年度最佳，资料片也因而获得了2010年斯派克电子游戏大奖和Shacknews的年度游戏奖项。评论家赞扬该资料片的制作价值，以及其对丧尸游戏元素的处理，认为资料库较游戏本土轻松愉快。尽管如此，部分评论人还是认为游戏角色操控存在问题，战斗缺乏多样性。到了后人进行回顾的时候，这款资料片还是被列为史上最佳追加下载内容。

## 游戏玩法
《不死梦魇》是2010年西部開放世界动作冒险游戏《荒野大镖客：救赎》的资料片，以在联邦政府胁迫下前去抓捕昔日帮派兄弟，以换取家人自由的昔日亡命徒約翰·瑪斯頓为主角，采用了独立的时间线，为游戏本体增加了长篇的丧尸主题故事，同时将本体的世界改成明显的黑暗诡异风格。由于死者的尸体会变成食人的丧尸，许多活着的人纷纷寻找庇护，剩下的人则变得非常有戒备之心。由于妻子阿比盖尔（Abigail）和儿子杰克（Jack）也感染了丧尸瘟疫，主角马斯顿必须寻找瘟疫的源头及解药。整个剧情流程大约六个小时，当中有许多全新的过场动画、配音及配乐。资料片独立于主游戏，在游戏主菜单有独立入口，游戏存档也是分开的，不会与主共用剧情进度及物品，因此完全不依赖主游戏。
在游戏里，玩家可以暂时离开主线剧情，转而完成各种支线任务，包括陌生人请求、挑战清单，以及其他与主线不相干的任务。这些任务在模式上与本体类似，但任务目标改成丧尸主题。例如在资料库中，玩家需要寻找幸存者的离散家人，而不是本体的逃犯，需要清空墓地，而不是帮派藏身处。主角马斯顿也时不时被叫去解放丧尸占据的城镇，完成可获得弹药、藏身处、各种任务，以及幸存者请求。在马斯顿的帮助下，被解放的城镇会在之后几天回归平静，之后丧尸会卷土重来，到时就需要再次解放。玩家可以选择与镇上的居民分享弹药，而由于店铺纷纷关门，弹药成了货币般的存在。由于情况严重，帮助或杀死其他幸存者等影响玩家道德值的选项较少，而游戏更加强调夸张的乐趣。
游戏的丧尸敌人与其他游戏类似。在离主角很远的时候，“行走”（Walker）丧尸的行动速度会很慢，一旦主角接近，他们就会跑起来。而肥胖的丧尸会把主角击倒，其他丧尸会喷出绿色毒液。针对这些情况，主角可以利用名为“圣水”（Holy water）的全新武器诱捕丧尸，利用丧尸石块作为弹药发射雷筒攻击。玩家可以组合使用技能来击败丧尸群，这些丧尸的头部一旦爆炸，就会失去行动能力。例如，玩家可以把丧尸群引诱到一个地方，用炸弹炸死他们，也可以发动死亡之眼（Dead Eye）模式，利用慢动作时间对着一个个丧尸暴徒，还可以利用丧尸无法攀爬的特点登上房顶，从高处击败丧尸。与此同时，非玩家角色也会感染丧尸病毒，变成丧尸，转而攻击主角。
游戏删除了本体的快速旅行功能，鼓励玩家利用聚居点来保存装备。主角马斯顿在游戏中驾驭一匹感染了丧尸病毒的马，这匹马可以吹口哨召唤。玩家可以在地图的不同地方找到四匹奔跑速度更快的天启四马，这四匹马可供玩家驯养及骑乘。其他等待玩家狩猎的神秘生物有大脚怪、卓柏卡布拉和独角兽。此外还新增两套主角服装、武器外观装饰、主角马匹（“坐骑”）及成就。
除了单人剧情模式，游戏还新增了两个多人模式：丧尸占领（Undead Overrun）和土地抢夺（Land Grab），前者为车轮战模式，玩家需要合作击退一波又一波丧尸，最多四人共同作战。在每一波丧尸攻击的间隙，玩家需要开启棺材，以增加游戏限时，而玩家不能在战斗地点扎营。游戏还在设计上鼓励玩家进行合作，玩家可以复活身旁倒下的战友。土地抢夺则新增至主多人漫游玩法的模式，与游戏的丧尸主题没有关系。在这个模式中，玩家需要占领游戏地图中的七个地图。虽然主游戏的玩家可以加入土地抢夺模式，但土地抢夺模式战局只能由持有资料片的玩家发起。

## 剧情
约翰·马斯顿（罗伯特·维特霍夫饰）与妻子艾比盖尔（索菲亚·马尔佐基（Sophia Marzocchi）饰）、儿子杰克（乔什·布莱洛克饰）和好友大叔（Uncle，斯派德·麦迪逊（Spider Madison））团聚后，一起在比彻之愿（Beecher's Hope）牧场过上平静的生活。一个雷雨交加的夜晚，大叔不知所踪，马斯顿一家认为大叔应该是去别的地方躲避，便上床睡觉。然而到了半夜，大叔突然变成丧尸出现，还咬伤了艾比盖尔和杰克，让两人变成丧尸。马斯顿不得已，只能把大叔做掉，将艾比盖尔和杰克绑起来。马斯顿计划给艾比盖尔和杰克寻找解药，于是到黑水镇（Blackwater）寻找医生帮助，结果发现镇上一片死寂。马斯顿去找昔日的战友、哈罗德·麦克杜格尔教授（Professor Harold MacDougal，乔·奥奇曼饰）帮忙，奥奇曼称镇上许多人感染了一种能转生为丧尸的病毒。随后麦克杜格尔被突变为丧尸的纳斯塔斯（Nastas）杀害，马斯顿与幸存者合作，赶跑了黑水镇及附近墓地的丧尸。根据其他人提供的线索，马斯顿怀疑昔日的盟友，骗子奈杰尔·威斯特·狄更斯（Nigel West Dickens，唐·克里奇饰）和宝藏猎人塞斯·布赖尔斯（Seth Briars，凯文·格利克曼（Kevin Glikmann））制造了这场丧尸瘟疫。马斯顿于是去找两人，但两人否认制造瘟疫，当中塞斯怀疑阿兹特克文明与整个灾难有关，让马斯顿去墨西哥寻找答案。
马斯顿来到墨西哥的新乐园（Nuevo Paraíso），发现这个地方的情况比美国还糟糕。由卡尔德隆院长（Mother Superior Calderón，艾琳·德巴里饰）率领的一群修女告诉马斯顿，有一名女性告诉她，说曾经在马斯顿的帮助下夺回新乐园的亚伯拉罕·雷耶斯（Abraham Reyes）制造了瘟疫。马斯顿去找这位提供线索的女性，结果被变成丧尸的雷耶斯攻击，马斯顿当场杀死了他。随后神秘女性出现，说雷耶斯在盗墓的时候偷走了一只阿兹特克人的面具，触发了丧尸瘟疫，自己也因为戴上面具而变成丧尸。之后马斯顿与神秘女性前往雷耶斯挖掘的坟墓，将面具归还原地，立刻结束了丧尸瘟疫。随后，神秘女性透露自己是阿兹特克女神查爾奇烏特利奎。为了表示对马斯顿的感谢，她把天启四马的其中一匹送给了马斯顿，之后便离开了。
马斯顿回到比彻之愿牧场，发现杰克和艾比盖尔神奇治愈了，一家三口愉快地重聚。几个月后，马斯顿去世，塞斯又偷走坟墓里的面具，再度引发丧尸暴走。马斯顿也因此得到复活，不过他的遗体与圣水同时下葬，他变成了亡灵之身，不会变成丧尸。

## 开发
2010年《荒野大镖客：救赎》发行后，Rockstar圣迭戈工作室准备发行一系列的追加下载内容包，《不死梦魇》是其中一个。按照设计，《荒野大镖客》的地图不是很严肃，不会倒退为“俗气或滑稽”的模仿，但仍属于西部题材的范畴。《荒野大镖客》大获成功后，Rockstar希望提供更多贴合游戏氛围的内容。开发团队提出了“本质上很荒谬”的丧尸概念，用丧尸概念所具备的一些幽默元素，以及一些自指的幽默来进行平衡。团队依赖《荒野大镖客》宇宙角色的背景故事，以及美国乡村文化的流行印象来搭建剧情情感方面的内容。从《荒野大镖客》正典的时间线中来看，《不死梦魇》的剧情发生在马斯顿回家、主游戏结局前，而《不死梦魇》的剧情与主线剧情没有任何重叠。
Rockstar认为《荒野大镖客》宇宙与他们一直想要打造的丧尸游戏十分契合，不过没有打造新的游戏，而是希望让玩家了解丧尸瘟疫如何影响他们熟悉的世界，他们认为这样处理会让丧尸形象更加有趣。Rockstar认为西部片与丧尸恐怖片之间有一些相似的“电影遗产”，制作团队则用1970年代的电影来比喻他们的野心，认为《不死梦魇》在《荒野大镖客》宇宙的存在，就如当中的角色白天在拍一部“严肃的、修正主义的西部片”，晚上以同样的演员和布景拍一部“有点疯狂的恐怖片”。根据《俠盜獵車手IV》追加下载内容的经验，Rockstar希望扩充包能提供一个与主线剧情重叠的故事，而不是成为主线的延续。Rockstar的创意总监丹·豪瑟表示《俠盜獵車手系列》之所以不被用来呈现丧尸主题，主要原因有几个：一是《荒野大镖客》的射击机制，包括慢动作的“死亡之眼”功能，非常适合用来给丧尸爆头；二是丧尸更适合出现在广袤的北美大平原，让人联想起1970年代的恐怖电影；三是马斯顿这个角色适合用来展示追捕丧尸的行动，而《侠盗猎车手》系列的历代主角不适合。
虽然开发团队也用一些小型的扩充包或补丁来向主游戏增加其他人想要内容，豪瑟表示业内的主游戏评价对《不死梦魇》开发工作的影响比较小：“我不觉得我们有看过‘为什么这款游戏缺乏超自然现象内容’之类的评价。”豪瑟在团队内部搜集反馈，看下他们对做一些玩家意想不到，但玩起来会相当有趣的内容的兴趣。豪瑟表示：“这才是我们的兴趣所在”。嘻哈艺人Oh No在准备给《俠盜獵車手V》工作的时候，为《不死梦魇》制作了一些打击乐。2010年10月26日，Rockstar正式发行《不死梦魇》。丹·豪瑟表示开发团队对成品，以及《荒野大镖客》的世界与丧尸主题如何相互补充背景和深度感到满意。
《不死梦魇》的单独零售光碟版于2010年11月发行，汇集了《不死梦魇》剧情，以及两个针对《荒野大镖客》的小型下载包“传奇与杀手”（Legends and Killers）和“骗子与欺骗”（Liars and Cheats）。“传奇与杀手”新增多人游戏模式的挑战及地图，“骗子与欺骗”新增单人模式的多人桌上遊戲功能。由于主游戏与《不死梦魇》共用一个多人游戏模式，《官方Xbox杂志》认为《不死梦魇》的存档与主游戏相同，只不过单人剧情模式换了一个全新的剧情。2011年9月，Rockstar Games推出多人模式扩充包“神话与独行侠”（Myths and Mavericks），将单人剧情模式的角色添加到多人模式，并增加新的多人游戏地点。2023年9月17日，由双11工作室开发的任天堂Switch和PlayStation 4发行，实体版定于10月13日发行。

## 反响
《不死梦魇》在评论聚合网站Metacritic上获得评论人“普遍好评”，同时被多家媒体列为年度最佳追加下载内容，最终获得2010年斯派克电子游戏大奖的年度最佳追加下载内容包大奖，在Shacknews的年度评选中与《质量效应2：影子经纪人之巢》和《生化奇兵2：密涅瓦之室》。IGN给游戏打出100分的满分，列为“大师之作”及编辑选择。GameSpot认为《不死梦魇》虽然有趣，但不及主游戏出彩。Eurogamer的丹·怀特黑德（Dan Whitehead）赞扬《不死梦魇》细致入微地呈现约翰·马斯顿这个角色，以证明他是“最伟大的游戏角色”。
怀特黑德认为《不死梦魇》的哥特式恐怖完美结合了主游戏的挽歌式基调。多位评论人认为《不死梦魇》的剧情比主游戏要轻松愉快，给人完全不一样的感觉。IGN认为游戏极具夸张的戏剧场面，也有浓厚的B级恐怖片派头。与此同时，丧尸是游戏反复提及的一个主题。怀特黑德认为Rockstar有能力在“史诗般的西部作品”中运用“最老套、最为人熟知的文化模因”，同时不会让产品用愚蠢或花哨的一面证明团队的设计敏锐度。例如，玩家与大脚怪的交谈既荒谬，又令人心碎。怀特黑德认为扩充包剧情很好地展现了角色精神，同时用讽刺和实打实的悲情来平衡。怀特黑德虽然对游戏处理主角的手法持积极态度，但认为任务设计乏善可陈，批评许多要求玩家为其他人取回物品、在几个地点来回走动却只为触发过场动画的任务。《GameSpot》认为剧情有幽默成分，但其带出乐趣比主游戏要少，也没有主游戏多元化。评论人建议玩家在游玩扩充包前先打通主游戏，这样一来不会被剧透，二来扩充包有大量提及主线剧情的内容。
评论人认为Rockstar在制作扩充包的时候做了大量工作。《GameSpot》认为扩充包新增了大量提供，让游戏展示出最好的质量。怀特黑德认为Rockstar似乎在挑战他们所面临的限制，而其他开发商一般只想尽量减少工作量。怀特黑德将游戏为《荒野大镖客》注入的新活力，与《侠盗猎车手IV》扩充包为主游戏注入的活力进行比较。怀特黑德还对“世界末日”与忧郁氛围的连贯性表示赞赏，认为主游戏以隐喻方式暗示了西部牛仔的灭绝，而扩充包直接展现了整个文明的灭绝。多位评论人认为游戏借鉴了《求生之路系列》的丧尸设计。《Eurogamer》对这种做法感到失望，认为Rockstar应该做先驱，而不是模仿者。《GameSpot》认为游戏有一些亮点，包括多人模式、富有想象力的武器、极具神秘色彩的担忧，以及阴森的配乐。
评论人认为玩家几乎不会怎么用到扩充包的新武器。怀特黑德认为马斯顿原油的武器与新登场的大口径枪几乎没有什么区别，大口径枪只会在玩家打不过丧尸的时候派上用场。《GameSpot》认为扩充包的格斗模式与主游戏重复，乐趣相比之下也少了很多，因为丧尸几乎不构成威胁。这些丧尸没有枪、没有掩体、没有马，没有主游戏的牛仔敌人复杂多变，撇开一些特殊的丧尸不说，只有在离玩家比较近的时候形成威胁。评论人认为武器在近距离发射的时候差异不大，只会在远距离射击的时候显出效果。而在评论人身上，新登场武器的乐趣迅速衰退，玩家采取传统枪战策略动力较低。怀特黑德也注意到主游戏的枪战场面依赖于掩体系统，而扩充包完全抛弃了这一点。因此玩家不得不后撤，发动减慢时间的死亡之眼技能，使用爆头来肃清丧尸。他也认为游戏的操控很不灵活，玩家经常被成堆的尸体绊倒，或是困在门口。他表示自己虽然被丧尸动物的概念吓到，但后来发现熊、猎豹和人类一样，都是可以一枪干死的，瞬间就释然，并且感到失望了。
《Eurogamer》认为对玩家要防卫20多个丧尸再次出现的城镇感到烦恼，但也觉得游戏机制跟《死亡復甦系列》比起来，从来不会让人觉得无赖，甚至对游戏的时间管理元素感到欣赏。《IGN》认为缺乏快速旅行功能是一大硬伤。多位评论人注意到移动主角马斯顿的时候出现技术问题，尤其是爬梯子和逃离丧尸群的时候。
评论人认为游戏为可下载内容树立典范，尤其是内容平衡性及定价方面。《卫报》的尼尔·戴维（Neil Davey）认为游戏是2010年最值得购买的作品，定价合适，但《官方Xbox杂志》的编辑认为定价有点高。《GamesRadar》的亨利·吉尔伯特（Henry Gilbert）认为乍听游戏的概念，就觉得是想用最少的功夫赚块钱的策略，但这种想法错得离谱；他对游戏的深度感到惊讶。到2010年发行的时候，《官方Xbox杂志》将游戏列为史上最佳的追加下载内容包。截至 2011年8月，游戏的单独零售光碟版已卖出200万份，而扩充包本身的销售数据尚未公布。

## 影响
《不死梦魇》被誉为游戏史上最好的资料片。《Kotaku》认为游戏具有独创性，尽管是老掉牙的丧尸主题，但Rockstar善于利用游戏的假象，譬如丧尸动物和全新的神话物质来凸顯他们的幽默感，而这个扩充包的展现效果非常好。评论认为游戏之所以非常具有娱乐性，乃是因为它是Rockstar多年来发行的第一部“全心全意拥抱开放世界游戏固有疯狂本质”的游戏。《USgamer》认为《不死梦魇》这个名字起得非常好，有“锦上添花”的效果。《Hardcore Gamer》认为這款DLC並不契合主游戏劇情，只是让开发商探索其他概念的追加下载内容做了榜样。
2016年7月，微软将游戏列入Xbox One向下兼容游戏名单，这个版本在Xbox One上有更流畅的帧率。2018年4月，游戏在Xbox One的高级版Xbox One X中升级为“Xbox One X增强游戏”，可以以4K解析度游玩（原版只有720p），画质较Xbox One普通版有所提升。游戏也得到了下一代主机Xbox Series X/S的支持，其中的高级版本Series X可以展现Xbox One X版本的增强功能。索尼也于2016年12月将《荒野大镖客：救赎》和《不死梦魇》加入旗下云游戏订阅服务PlayStation Now，允许玩家在PlayStation 4、PlayStation 5和Microsoft Windows平台游玩。2022年10月，游戏从PlayStation Now下架。